# Стеван Маркуш
Стеван Маркуш (Београд, 1962) српски је сликар, графичар, цртач стрипова који је дипломирао на Факултету ликовних уметности, одсек графика. Веома је значајан уметник на пољу графике и стрипа. До данас своја дела излагао је на бројним самосталним и групним изложбама у земљи и иностранству. Добитник је Велике наградe на 35. октобарском салону у Београду.

## Живот и каријера
Рођен је 1962. године у Београду, где је провео детињство, завршио основно и средње школовања и студирао сликарство на Факултету ликовних уметности Универзитета у Београду. Одрастао је у Панчеву,у породици веома значајних професора књижевности-мајке Розе Пихајлић,професорке српског језика и књижевности и оца Петра Маркуша,такође професора српске књижевности у Панчевачкој гимназијe. Никада се није женио и нема потомства.
Заједно са Урошем Ђурићем, Маркуш је средином 1990-их основао уметничку групу Аутономисти, која се залагала за нову фигуративну уметност инспирисану стрипом, филмом и рекламним дизајном. Аутономисти су били једна од ретких група која се директно супротстављала псеудонационализму који фаворизују водеће културне институције.
Заједно са Урошем Ђурићем, аутор је „Манифеста аутономизма“, који према Маркушевом мишљењу:
... није обичан, програмски манифест...јер...не покушава да одреди начин на који неко треба да слика да би био аутономан. Манифест је више био реакција на неку врсту неспоразума на које су наше слике наишле, односно на неку врсту погрешног тумачења. Зато смо нас двојица одлучили да сами напишемо рецензију за наше слике и тако је настао овај манифест.
Бављење стрипом иако заузима значајно место, била је само пролазна фаза у каријери Стевана Маркуша, јер када је почео да се бавим стрипом, престао је да слика. У овом периоду стваралаштва Стеван је сарађивао са Александром Зографом као сарадник стрипа „Кухиња”. Касније је одустао од стрипа, али се може назвати повременим сарадником стрипа "Кухиња."
Члан је Удружења самосталних уметника Ремонт у Београду.
Живи и ради у Панчеву.

## Дело
Његове слике представљају призоре уметниковог унутрашњег живота (јер долазе углавном из његове подсвести, након што су се некако филтрирале кроз његову свест), које он презентује кроз нову фигурацију коју негује на различите начине.
Дела Стевана Маркуша се одликују фигуративним изразом у коме је он главни јунак, увек са акцентом на очима, тако да се његова дела могу посматрати као аутобиографска. А очи нису толико важне...каже аутор... и као што се на први поглед чини...очи су визуелно привлачне, али немају неку посебну причу на мојим сликама. Такве их правим јер су моје такве. Важно је да моја дела имају аутобиографске елементе. Једноставно сликам оно што доживљавам и преживљавам у себи.
Његове слике су без наслова, јер по мишљењу Маркуша...слике не морају да буду именоване. Превише је прича и превише имена на изложбама, па сам одлучио да ми не требају. Тако сам заправо почео пре академије, па је тако остало до данас.
Маркуш је познат и као аутор многих ЦД омота српских андерграунд бендова.